# Silene corrugata
Silene corrugata är en nejlikväxtart som beskrevs av John Ball. Silene corrugata ingår i släktet glimmar, och familjen nejlikväxter. Inga underarter finns listade i Catalogue of Life.